# Begonia lomensis
Begonia lomensis là một loài thực vật có hoa trong họ Thu hải đường. Loài này được Britton & Wilson mô tả khoa học đầu tiên năm 1923.